# Думанська Оксана Іванівна
Окса́на Іва́нівна Дума́нська (25 січня 1951, Локня) — українська письменниця, перекладачка, доцентка кафедри видавничої справи і редагування Української академії друкарства.

## Життєпис
Народилась 25 січня 1951 у селі Локня Кролевецького району Сумської області. Закінчила філологічний факультет Київського національного університету у 1973 році. Спершу працювала педагогом, бібліотекаркою, пізніше у районній молодіжній газеті.

## У літературі
Вийшла добровільно зі Спілки.
Лауреатка премії імені Дмитра Нитченка за оборону українського слова (2004); лауреат літературної премії ім. Ірини Вільде (2007). Першу свою книжку Оксана Думанська видала у п'ятдесят років.
Авторка стала відомою завдяки своїм книгам «Графиня з Куткора», «Спосіб існування білкових тіл» (у перевиданні — «Школярка з передмістя»), «Оповідки з жіночої торебки», «Романи на одну ніч», «Хроніки пригод Гєня Муркоцького» та «Дитя епохи». Книга «Бабусина муштра» призначена для найменших читачів і оповідає історію взаємин маленької дівчинки з бабусею.
Як перекладачка працювала над виданням твору Миколи Гоголя «Тарас Бульба», що вийшло у видавництві «Світ дитини».
Нова книга — «Куди зникає час…» про видатного художника Андрія Ментуха.
На 18-му Форумі книговидавців у Львові видавництво «Навчальна книга — Богдан» презентувало нову книготерапевтичну серію «Казка — не казка, а батькам підказка» двома книгами Оксани Думанської  — «Як зарадити Марійці» (у співавторстві із психологом Юлією Стадницькою) та «Бабусина муштра».
Українська академія друкарства видала книгу прози «Оповідки від Оксани».

## Нагороди
- Премія імені Дмитра Нитченка (2004)
- Премія імені Ірини Вільде (2007)